# تحصیل میان چنو
تحصیل میان چنو (به انگلیسی: Mian Channu Tehsil) یک تحصیل در پاکستان است که در پنجاب واقع شده‌است.